# K-335 Gepard
Die K-335 Gepard (russisch: Гепард) ist ein russischer Mehrzweck-U-Kreuzer der Schtschuka-B-Klasse (Projekt 971). Es ist das modernste U-Boot seiner Klasse. Nach dem Bezeichnungssystem der NATO handelt es sich um ein atomgetriebenes Jagd-U-Boot der Akula-Klasse.

## Bau

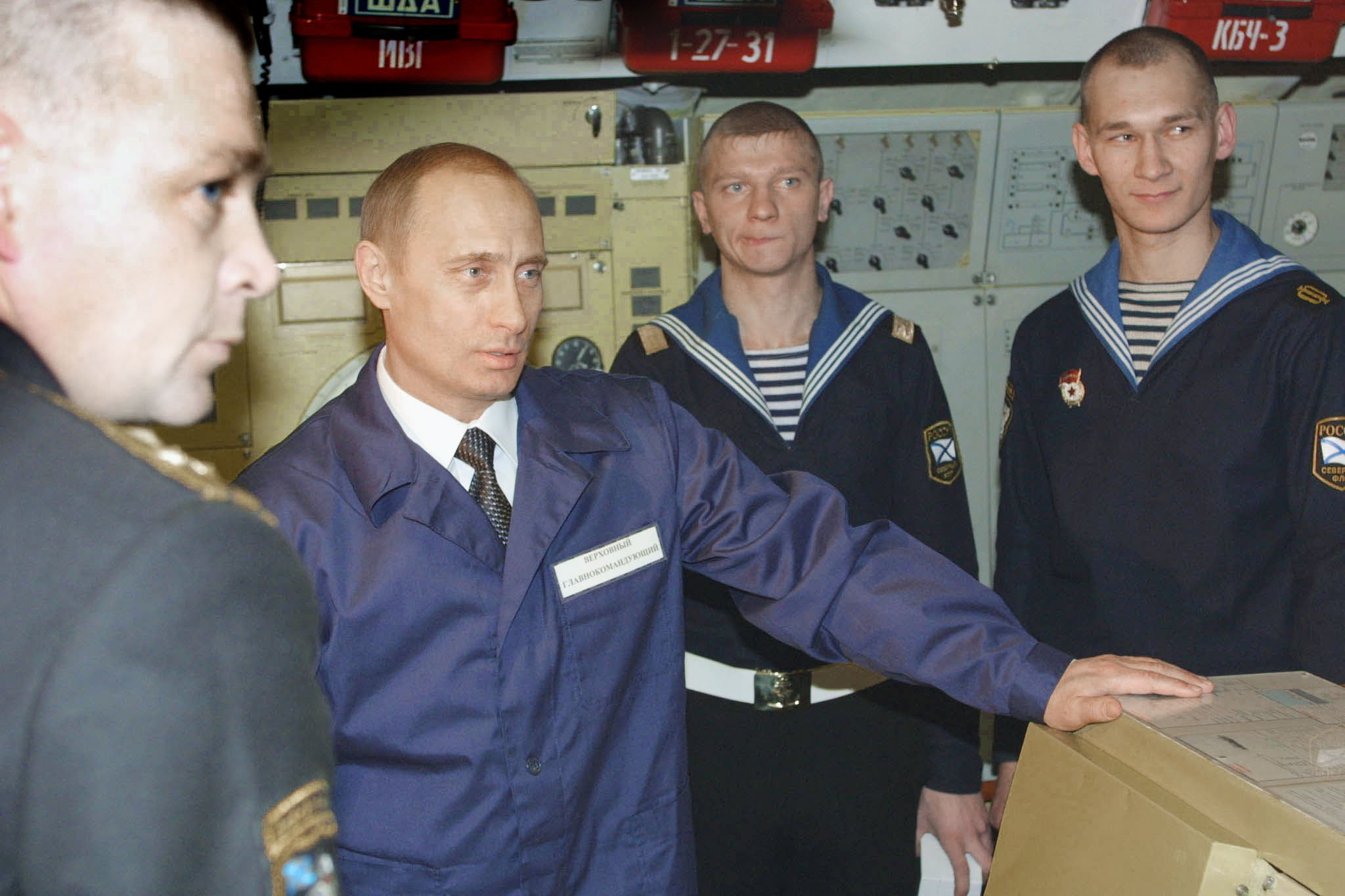
Präsident Putin inspiziert im Dezember 2001 Gepard

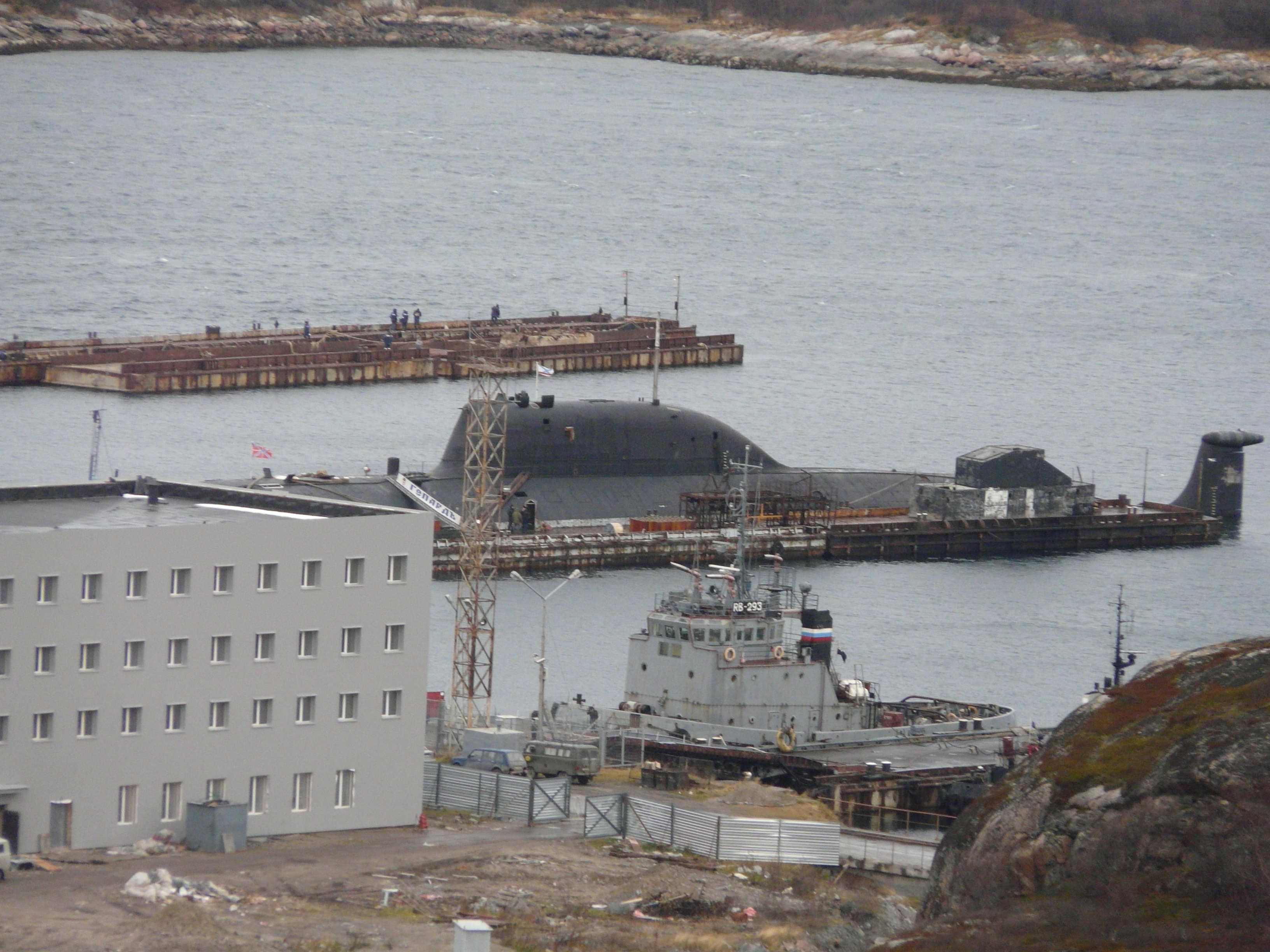
Gepard im Hafen der Marinebasis Gadschijewo 2009

Am 23. September 1991 wurde K-335 in den Bauhallen von Sewernoje Mashinostroitelnoje Predprijatije, kurz Sewmash, in Sewerodwinsk auf Kiel gelegt. Die Aufnahme in die Flottenliste, die Zuordnung als Jagd-U-Boot des Projektes 971M (NATO-Bezeichnung Akula) sowie die Taufe auf den Namen Gepard erfolgte am 22. Februar 1993. 1996 kamen die Arbeiten am Boot auf Grund von Finanzierungsschwierigkeiten ins Stocken und die für 1998 angesetzte Übergabe an die Flotte verstrich. Dann besuchte der damals neue Ministerpräsident Wladimir Putin die Werft und setzte sich persönlich für den Weiterbau ein. Am 17. September 1999 wurde K-335 endlich aus der Bauhalle gerollt und nach umfangreichen Erprobungen am 5. Dezember 2001 in den Dienst der Nordflotte gestellt. Damit war sie das erste neue Unterseeboot, das im 21. Jahrhundert in Russland in Dienst gestellt wurde. Auch Präsident Putin war bei der Feier zum Hissen der Flagge der Seekriegsflotte anwesend und bezeichnete diesen Tag kurzerhand als „bedeutendes nationales Ereignis“. Infolgedessen hatte sich Putin für eine umfassende Modernisierung der russischen Streitkräfte starkgemacht und als Ansporn die Gepard fertigstellen lassen. Die Werft setzte sogar eigene Gelder für die Fertigstellung ein, während die Regierungsgelder nur spärlich flossen. K-335 Gepard wurde auf Kredit fertiggestellt.

## Dienst in der Seekriegsflotte der russischen Föderation
Am 5. Dezember 2001 erfolgte die Unterzeichnung des Abnahme/Übergabe-Protokolls und damit die Übergabe an die Seekriegsflotte. Die Überführung zur Nordflotte und die Eingliederung in den Bestand der 24. Division der 3. Flottille am Stützpunkt Gadschijewo erfolgte bis Mitte 2002. Die erste Langzeit-Patrouillenfahrt führte Anfang 2003 durch den Atlantik bis an die Ostküste der USA und dann nach Neufundland. Weder dem SOSUS-System, noch der US Navy oder der Royal Canadian Navy gelang es nach russischen Angaben, K-335 Gepard zu verfolgen. Im März 2003 kehrte das U-Boot nach Gadschijewo zurück. Es folgten einige kurze Patrouillen in der Barentssee und eine weitere dreimonatige Patrouille im Nordmeer. Ende September 2004 nahm K-335 zusammen mit dem Zerstörer Admiral Tshabanenko an Manövern mit der französischen Marine im Atlantik teil. Seit 2005 erfolgen regelmäßige dreimonatige Patrouillen im Atlantik und im Nordmeer sowie die Teilnahme an Manövern in der Barentssee. Am 4. Juni 2007 ist die Besatzung von K-335 mit der höchsten Note der Einsatzbereitschaft bedacht worden. Die erste Instandsetzung und Modernisierung ist vermutlich für 2008 oder 2009 angesetzt.

## Entwurf
K-335 gehört zwar wie ihr Schwesterschiff K-157 zum Projekt 971M, sieht aber dennoch etwas anders aus. Man weiß nicht genau, wieso. Möglich ist, dass das Boot noch in der langen Bauphase umgeplant und neuen technischen Entwicklungen angepasst wurde, da der Bau von U-Booten der nächsten Generation wegen Geldmangel ins Stocken kam und schließlich eingestellt werden musste. Zwar wird die K-335 noch unter dem Projekt 971M geführt, ist aber im Grunde ein nochmals weiterentwickelter Entwurf. So ist der Turm vermutlich vergrößert worden (vielleicht für zusätzliche Aufklärungssysteme und eine vergrößerte Rettungskapsel), der Hohlkörper für das Schleppsonar auf dem hinteren oberen Seitenruder ist kleiner. Als Folge verschiedener technischer Neuerungen wird das Boot gelegentlich auch als "Akula III"-Klasse bezeichnet.

## Bewaffnung
Die Hauptbewaffnung bilden acht Torpedorohre, wie bei den übrigen Booten der Akula-Klasse vier mit einem Kaliber von 533 Millimeter und vier mit 650 Millimeter. Dazu kommen noch sechs Abschussrohre vom Kaliber 533 Millimeter, die außerhalb des Druckkörpers liegen. Aus diesen können entweder Marschflugkörper Granat / Kalibr abgefeuert werden. Das Konstruktionsbüro Malachit beabsichtige einst, bei einem Kampfsatz von 34 Torpedos weitere 12 Marschflugkörper auf dem U-Boot unterzubringen. Nun war jedoch in der Torpedosektion nur Platz für sechs Stück, die aus den normalen 533-mm-Torpedorohren abgefeuert werden konnten. Kurzerhand entschied man sich, weitere sechs Abschussrohre außerhalb des Druckkörpers unterzubringen. Sie können zwar nur von außen, also im Hafen, nachgeladen werden, aber die geforderte Kapazität von 12 Marschflugkörpern wurde so erreicht. Meistens führt die Gepard ohnehin nur sechs RK-55 in diesen Abschussrohren mit und kann so einen Kampfsatz von 40 Torpedos aufnehmen. Aus den 533-mm-Rohren werden Torpedos der Typen UGST, USET-80, RLUPR-86R, WA-111 Schkwal sowie U-Boot-Abwehrraketen RPK-6 Wodopad und Marschflugkörper RK-55 eingesetzt. Die 650-mm-Rohre können Torpedos der Typen 65-76 sowie U-Bootabwehrraketen RPK-7 Weter einsetzen.

## Schiffssysteme
- Sonar (aktiv/passiv)
  - MGK-503M Skat-3, Minensuchsonar MG-70, Schleppsonar
- Navigation
  - Navigationssystem Medwjedista-945
  - Radar: Überwassersuchradar Khiblis
- Kommunikation
  - VLF-Komplex Parawan mit Antenne und Boje
  - Kampfkomplex Wspletsk
  - Satellitenkommunikationssystem Molnija-M
  - Unterwasserkommunikationssystem MGK-80
  - Satellitenverbindungssysteme Tsunami, Kiparis, Anis, Sintez und Kora